# So! Muncu!
So! Muncu! war eine Talkshow mit Serdar Somuncu, die jeden letzten Freitag im Monat bei n-tv um 22:15 Uhr ausgestrahlt wurde. Sie sollte nach Angaben Somuncus bewusst ein Bruch mit der Talkshow-Tradition sein. Die Erstausstrahlung fand am 3. Oktober 2015 statt. Ende des Jahres 2019 wurde die Sendung eingestellt.

## Kontroverse
Ende Februar 2017 wurde seitens n-tv kurzfristig entschieden, eine schon produzierte Folge So! Muncu! nicht auszustrahlen. In der Sendung habe es mehrere mit „Breaking News“ gekennzeichnete Fake-News-Einspieler gegeben, „die die Zuschauer eher verwirrt hätten“, so die Sendersprecherin. In einem Interview mit Spiegel Online erklärte Somuncu dazu:

„Erstens leben wir doch in einer Post-Varoufakis-Fake Zeit. Und zweitens glaube ich, dass wir in Deutschland mittlerweile satiregeschulter sind als viele andere Länder […] Das muss man doch bemerken“

## Auszeichnungen
- 2019: Deutscher Fernsehpreis (Nominierung in der Kategorie „Beste Unterhaltung Late Night“)[6]
- 2019: Grimme-Preis (Nominierung in der Kategorie „Unterhaltung“)[7]